# 王右弼

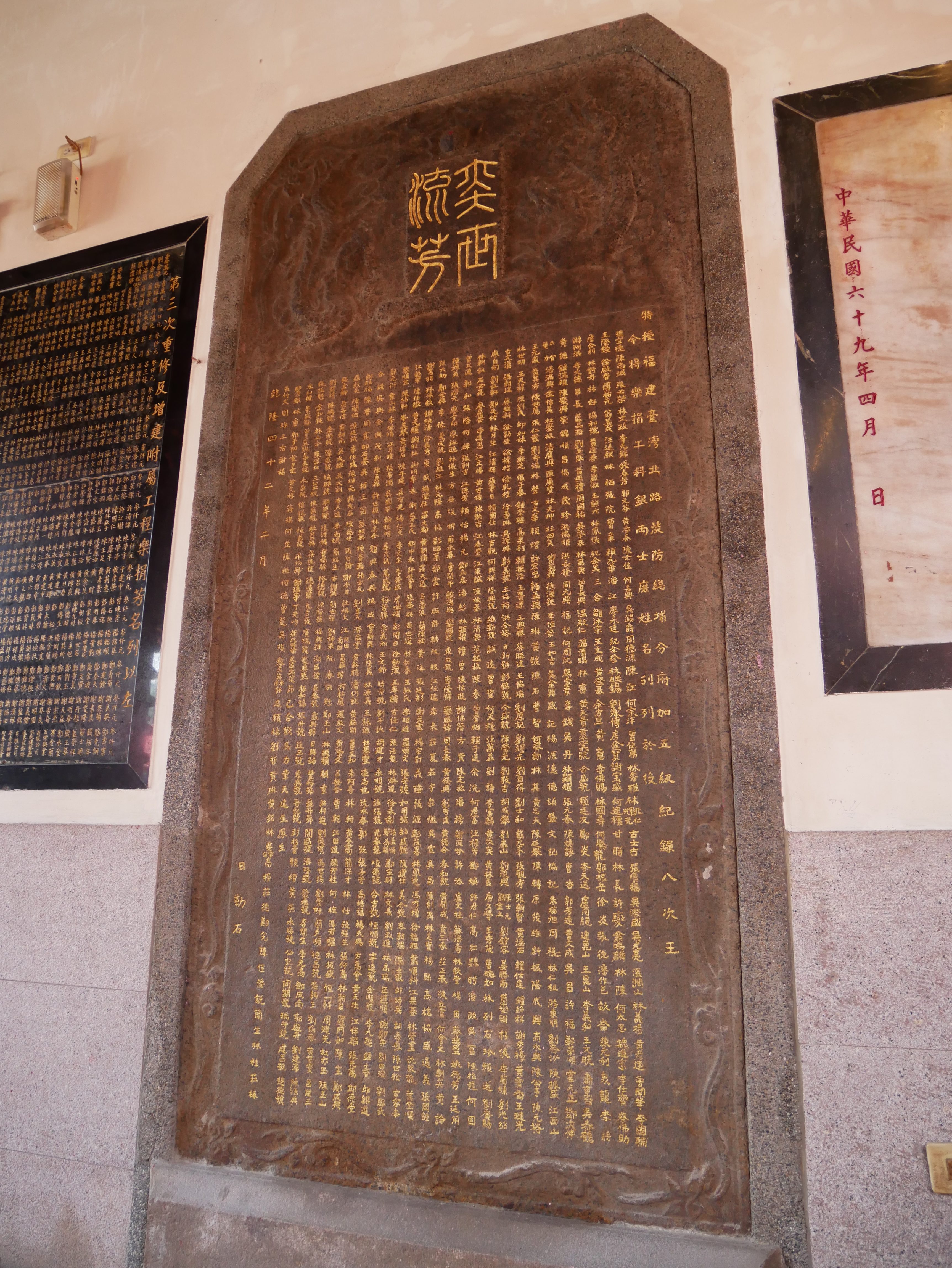
乾隆四十二年（1777年）二月淡水撫民同知王右弼所立〈鼎建關帝廟捐題碑記〉，新竹關帝廟藏

王右弼（？—？），字萬長，號亮齋，山東省濟東泰武臨道濟南府齊東縣（今山東省濱州市鄒平市）人，清朝官員。

## 生平
乾隆四十四年（1779年）九月，擔任福建省興泉永道泉州府知府，四十八年（1783年）擔任臺灣道臺灣府知府。五十年（1785年）十二月，再任泉州府知府。五十三年（1788年）擔任福建分巡臺灣兵備道，為此時期臺灣的最高統治者。